# Jezioro Jaśkowickie
Jezioro Jaśkowickie (niem. Jeschkendorfer See) to trzecie co do wielkości (powierzchnia 24 ha) i najgłębsze (9,4 m) jezioro Pojezierza Legnickiego, położone przy wsi Jaśkowice w gminie Kunice.
Od końca XIX wieku do II wojny światowej jezioro było wykorzystywane rekreacyjnie (ośrodek wypoczynkowy z kąpieliskiem, gondolami i restauracją). Obecnie zbiornik służy wyłącznie wędkarzom.
Jezioro położone jest około 9 kilometrów na wschód od Legnicy i około 7 kilometrów na południowy zachód od Prochowic.
W 1994 na Jeziorze Jaśkowickim złowiono największego w Polsce węgorza. Ważył 6,43 kg i miał długość 144 cm.